# Eric S. Thompson
John Eric Sidney Thompson (Londres, Inglaterra, 31 de diciembre de 1898; Cambridge, 9 de septiembre de 1975). fue un etnógrafo y arqueólogo británico que se especializó en el estudio de la cultura maya.

## Datos biográficos
Hizo sus primeros estudios en el Winchester College, después de lo cual participó en combate en la Primera Guerra Mundial. Vivió un tiempo en Argentina y después regresó a su país de origen para estudiar arqueología en la Universidad de Cambridge.
Se trasladó después a los Estados Unidos donde fue empleado por el Museo de Historia Natural de Chicago. Esa institución lo comisionó para hacer investigaciones en Chichén Itzá, Yucatán, México adonde llegó el año de 1930.
En 1936 inició tareas de rescate del sitio arqueológico de Uxmal y de Cobá bajo los auspicios de la Carnegie Corporation de Washington D. C., en donde trabajó para el departamento de arqueología. Ahí conoció y trabajó con Sylvanus Morley, otro reconocido epígrafo mayista. A lo largo de más de veinte años se concentró en sus investigaciones de campo en la península de Yucatán a donde viajó con frecuencia. En 1959 se jubiló del Instituto Carnegie, regresó a Londres, se dedicó a escribir, pero no por ello dejó de viajar a Yucatán. En 1975 viajó por última vez a esta región de México. En esta ocasión invitado por el gobierno de Yucatán, para actuar de guía de la reina Isabel II de Inglaterra, durante una visita que dicha soberana hizo a los sitios arqueológicos mayas en aquel año. Thompson era un furibundo anticomunista y consideró que el desciframiento de la escritura maya que hizo el soviético Yuri Knórozov era simplemente propaganda soviética. Sin embargo, tras la muerte de Thompson el desciframiento de Knórozov ganó aceptación general.
En Londres fue contratado por la cadena televisiva BBC para ser asesor de un reportaje fílmico que realizó la empresa de las ruinas arqueológicas de Yucatán y que se hizo público en el año de 1973.

## Obra
Escribió más de cien artículos de corte científico sobre la cultura, la escritura y la arqueología maya de Yucatán. Sus libros más reputados fueron:
- 1956: Arqueología maya
- 1958: Thomas Gage’s travels in the New World (1958), donde demostró la existencia de la legendaria sor Juana de Maldonado (1598-1666);
- 1959: Grandeza y decadencia de los mayas (1959)
- 1975: Historia y religión de los mayas (1975)

## Reconocimientos
- Doctorado honoris causa de la Universidad Autónoma de Yucatán, en 1959.
- Medalla Yucatán, otorgada por el Gobierno del Estado de Yucatán en 1972.

## Críticas a sus interpretaciones

### El enfoque logográfico
Si bien Eric Thompson es ampliamente reconocido como uno de los más importantes investigadores de la cultura Maya, su obra no está exenta de desaciertos. El más notorio de estos —sin duda— fue la concepción equivocada que tenía acerca de la escritura Maya, pues consideraba que los glifos mayas eran mayormente notaciones astronómicas sin ningún componente fonético en ellas, usando para sus análisis un enfoque ideográfico. Debido a que Thompson era la autoridad mayista más influyente de su tiempo, este enfoque fue el prevaleciente en la comunidad científica occidental durante años, hasta el advenimiento de una nueva generación de epígrafistas, que comenzaron a cuestionar seriamente las ideas de Thompson. Uno de los más famosos fue Michael D. Coe quien incluso menciona el por qué las nuevas ideas fonéticas eran rechazadas por los estudiosos mayistas de la época:

La razón principal fue que casi todo el campo mayista era esclavo dispuesto a un estudioso muy dominante, Eric Thompson.
Michael D. Coe

Acusando con esto a Thompson de ser demasiado inflexible y por ende, de detener el avance en el desciframiento, ya que toda voz contraria a la suya era rápidamente ridiculizada. Con el descubrimiento de la clave para descifrar la escritura Maya por parte del erudito ruso Yuri Knorozov, el dominio de Thompson empezó a declinar, y sus ideas en este particular se consideran actualmente obsoletas. Es de notarse que Thompson basó sus críticas hacia Knorozov más que nada en razones políticas, pues él era abiertamente anticomunista.

### El sistema de gobierno maya
Thompson creía erróneamente que los antiguos mayas eran gobernados por una casta de sacerdotes-astrónomos, quienes tenían como principal objetivo religioso la astronomía y el cálculo del tiempo, en una sociedad pacifista utópica (esto sobre la base de sus propias creencias religiosas y a sus experiencias traumáticas en la Primera Guerra Mundial). Gracias a los avances de la arqueología y epigrafía modernas, hoy sabemos que dicho enfoque no es el correcto. Los mayas contaban con líderes feudales conocidos como Ahau y "reyes mayores" conocidos como Kaalomté, quienes tenían como principal objetivo las guerras de conquista y el control de las redes de comercio, siendo estas guerras particularmente sangrientas. El mismo Thompson terminó aceptando su error al analizar los resultados del estudio realizado por su antigua pupila Tatiana Proskouriakoff, que demostraba la existencia de linajes reales entre los mayas.